# Bartłomiej Krysiuk
Bartłomiej „Bart” Krysiuk (ur. 24 sierpnia 1977 w Białymstoku) – polski wokalista i autor tekstów, a także promotor i wydawca płytowy związany ze sceną muzyki heavymetalowej.

## Życiorys
Bartłomiej Krysiuk znany jest przede wszystkim z wieloletnich występów w blackmetalowej grupie muzycznej Hermh. Wraz z zespołem nagrał m.in. cztery albumy studyjne, pozostaje także jedynym członkiem oryginalnego składu. Przez krótki okres był także członkiem deathmetalowego zespołu Dominium. Wraz z grupą nagrał jeden album studyjny. W połowie lat 90. XX w. wraz z Markiem Kutnikiem, wówczas także członkiem Hermh, tworzył krótkotrwały projekt pod nazwą SS2666. W 2009 roku wystąpił gościnnie na albumie formacji Vader pt. Necropolis. Krysiuk zaśpiewał w interpretacji utworu Black Metal z repertuaru formacji Venom.
Poza działalnością artystyczną, prowadzi wytwórnię muzyczną Witching Hour Productions. Firma wydała m.in. płyty takich zespołów jak: Masachist, Lost Soul czy Azarath.

## Życie prywatne
Ma żonę Agnieszkę, która jest zawodową fotografką i syna Mateusza.

## Dyskografia
- Hermh – Taran (1996, Last Episode, Pagan Records)
- Hermh – Angeldemon (1997, Pagan Records)
- Dominium – Unknown Dimensions (2000, Metal Mind Productions)
- Hermh – Eden’s Fire (2006, Empire Records, Pagan Records)
- Hermh – Cold Blood Messiah (2008, Mystic Production, Regain Records)
- Vader – Necropolis (2009, Nuclear Blast, gościnnie)
- Batushka – Litourgiya (2015, Witching Hour Productions)
- Patriarkh – Prorok Ilja (2025, Napalm Records)